# 腕隧道症候群
腕隧道症候群（英語：Carpal tunnel syndrome），縮寫：CTS）又稱腕道症候群，俗稱滑鼠手，是指正中神經在穿過腕部的腕隧道處受到神經壓迫的疾病。主要症狀為大拇指、食指、中指及無名指靠中指側會發生疼痛、麻木感、刺痛感，典型症狀通常是漸進式的，而且發生於晚上。疼痛感可能延伸至手臂。患者抓握力量可能减弱且在長時間後大魚際肌（拇指根部肌肉）会萎缩。超過一半的病例是兩手都有症狀。
風險因子包含肥胖、腕部重複動作、妊娠，以及類風濕性關節炎。有初步的證據顯示甲狀腺機能低下症會增加患病風險。糖尿病與此病有輕度相關。复合口服避孕药目前顯示與此病無關。高風險職業包含電腦作業、操作震動機械，以及需要用力抓握的工作。根據病徵、症狀和特定的理學檢查而懷疑有此症時，也許可藉電學檢查來確診。若拇指根部肌肉萎縮則可能罹患此症。
進行體能訓練可以降低腕隧道症候群的發生風險。症狀可以透過穿戴豎腕副木或是施打皮質類固醇獲得改善。使用非類固醇消炎藥或加巴喷丁並沒有效果。切斷橫腕韌帶的外科手術效果，比一年的非手術治療效果來得更好。術後不需要再使用副木。沒有任何證據支持磁療有益。
在美國大約有5%的人患有腕隧道症候群。通常發生於成人時期，而女性比男性更容易罹患，女性發生此疾病的比例為男性的3－10倍。超過33%的患者可以在沒有特別治療的情況下於約一年的時間後改善病況。腕隧道症候群的敘述初見於第二次世界大战。

## 症狀與徵象
腕隧道症候群患者的大拇指、食指、中指、以及無名指的橈側（靠中指側）會有麻木感、刺痛感、或灼熱感，因為這個範圍的感覺和運動功能（肌肉控制）是由正中神經支配。疼痛和不適感可能往近端延伸到前臂甚至上臂。低特異性的症狀可能包括手部或手腕疼痛、握力下降、手部敏捷度下降。
有些人認為正中神經症狀可以起因於胸廓出口或前臂旋前圓肌兩頭之間的正中神經受到壓迫，雖然這部分尚有爭論。
正中神經支配範圍的麻木感和感覺異常是腕隧道神經壓迫症候群標誌性的神經病變症狀。如果不及時治療，可能會因為肌肉缺乏足夠的神經刺激，導致拇指肌肉無力和萎縮。通常不適感會在晚上和早晨時加重。

## 病因

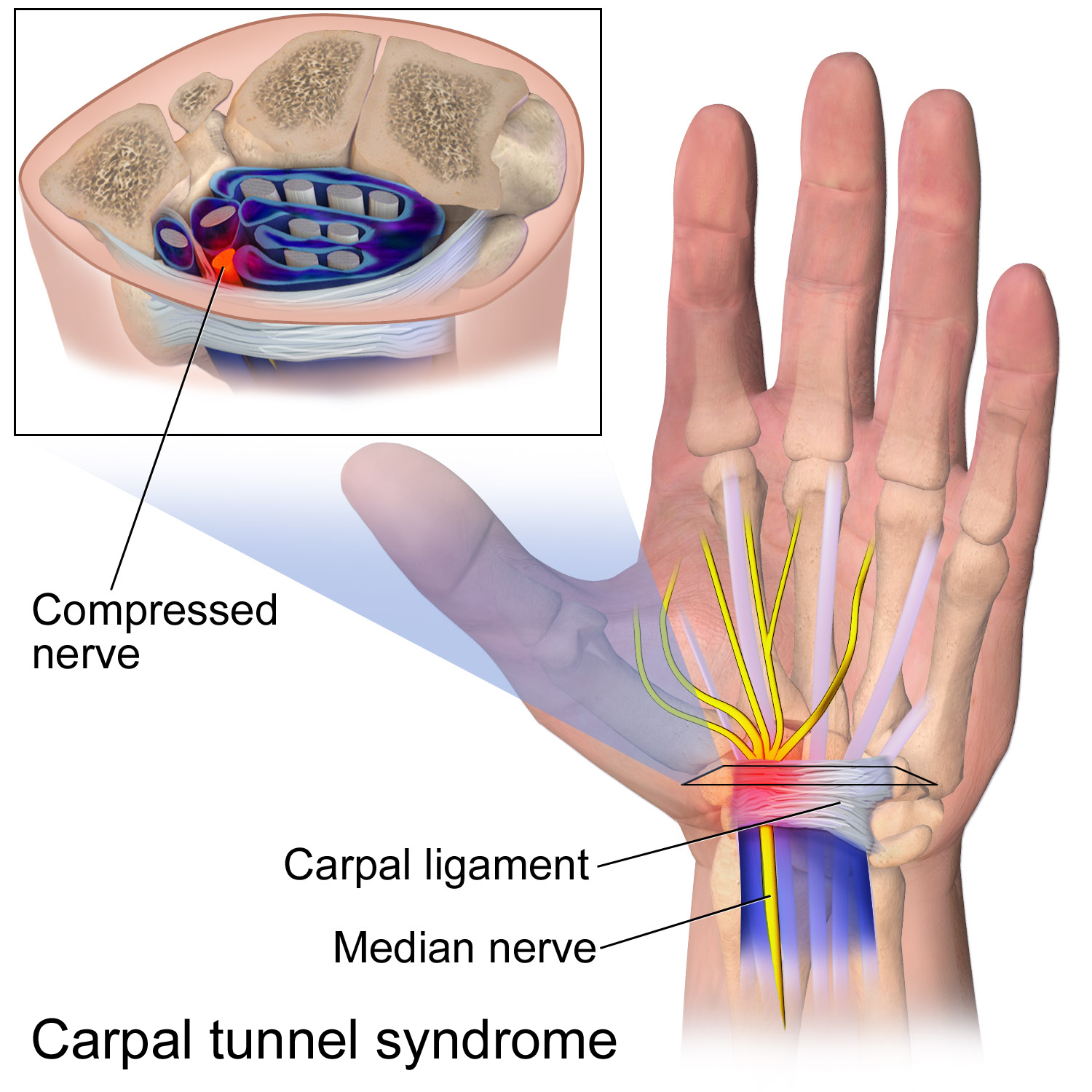
腕隧道的解剖構造，顯示正中神經穿過與手指肌腱共用的狹窄空間

大多數病例為病因不明。風險因子包括肥胖症、手腕過度使用、妊娠、遺傳、類風濕性關節炎。有初步的證據顯示甲狀腺機能低下症會增加患病風險。糖尿病與此病則呈現輕度相關。使用複合口服避孕藥不會影響患病風險。高風險職業包含電腦作業、操作震動機械、需要用力抓握的工作。
創傷和遺傳學也可能與腕隧道症候群相關。

## 診斷
專家共識已將正中神經支配範圍的麻木感、夜間症狀、肌肉無力或萎縮、腕隧道處提內耳氏徵象陽性、感覺檢查異常（例如兩點區辨覺）標準化列為臨床診斷標準。疼痛也可以是症狀之一，儘管不如感覺異常那麼常見。

### 理學檢查
儘管已廣泛地使用，但如果斐倫式試驗法、提內耳氏徵象、輕彈徵象（Flick sign）、上肢神經檢查等項目僅其中之一為陽性，並不足以作為診斷。
- 斐倫式試驗法（英语：Phalen maneuver），輕柔地屈曲手腕到極限，保持此姿勢並等待症狀是否誘發出來[21]。如果60秒內產生正中神經支配範圍麻木感，則為陽性。麻木感越早開始，表示病情越嚴重，前瞻性研究顯示目前僅有斐倫式試驗法與腕隧道症候群的嚴重程度有相關[22]。在不同的研究中，斐倫式試驗法的數據有所不同，靈敏度從42%到85%不等，而特異度在54%到98%之間[7]。
- 提內耳氏徵象，正中神經的經典檢測方式，輕敲橫腕韌帶上的皮膚以誘發正中神經支配範圍的疼痛或感覺異常。根據研究，提內耳氏徵象用於診斷腕隧道症候群具有38-100%的靈敏度和55-100%的特異度[7]。
- 德爾坎測試，施測者以拇指對腕隧道加壓30秒[23]，若受試者感受到疼痛或正中神經支配部分感覺異常即為陽性[24][25]。
- 舉手測試（Hand elevation test），將雙手舉高過頭，如果在2分鐘內正中神經支配範圍的症狀再現，則為陽性。舉手測試比提內耳氏徵象、斐倫式試驗法、腕壓迫測試具有更高的靈敏度和特異度，卡方統計分析顯示與提內耳氏徵象、斐倫式試驗法、腕壓迫測試同樣有效或甚至更好[26]。

需要特別注意：真正患有腕隧道症候群（壓迫腕隧道內的正中神經）的患者，其大魚際肌（拇指根部的肌肉隆起）不會有感覺喪失，這是因為正中神經的掌側分支會支配該區域，此分支並未進入腕隧道內。正中神經的這個特徵可以幫助將腕隧道症候群與胸廓出口症候群或旋前圓肌症候群區分開來。

### 電學診斷
因為有些情況可能被誤診為腕隧道症候群，如果病史和理學檢查有所懷疑，有時會利用神經傳導檢查和肌電圖進行電學診斷。以神經傳導檢查來確認診斷尚有爭議。有多種電學診斷測試可用於診斷腕隧道症候群，但是靈敏度和特異度最高、最可靠的方式是採用綜合感覺指數（Combined Sensory Index），也稱為魯賓遜指數（Robinson index）。神經壓迫導致髓鞘的破壞，電學診斷上的表現為延遲增長和神經傳導速度減慢，但是電學診斷結果正常並不能排除腕隧道症候群，因為神經損傷必須達到閾值才會使檢查發現異常，而且異常值是可變的。

### 影像檢查
使用核磁共振檢查或超音波檢查診斷腕隧道症候群的效益尚不明朗，不建議常規使用。核磁共振檢查具有高靈敏度，但特異度低，其影像中的高信號強度可顯現軸突的變化和髓鞘的退化或水腫。

### 鑑別診斷
頸椎神經根病變也可引起手和腕部的感覺異常或疼痛，可能被誤認為腕隧道症候群，但前者的症狀通常始於頸部，並沿著患側手臂向下延伸，並可能隨著頸部的活動使症狀更加明顯。頸椎的肌電圖和影像檢查可以幫忙區分頸椎神經根病變與腕隧道症候群。腕隧道症候群常有感覺異常，如果疼痛是主要症狀，腕隧道症候群會比較不像是病源。

## 治療
普遍接受的治療包括：物理治療、口服或局部注射類固醇、副木、手術減壓腕橫韌帶。有限的證據顯示加巴噴丁並不比安慰劑有效。沒有足夠的證據證明治療性超音波、瑜伽、針灸、低功率雷射、維生素B6、運動等有益於腕隧道症候群。日常活動的改變可能避免症狀惡化。
美國骨科醫學會建議先嘗試進行至少一個療程的保守治療，才考慮減壓手術。如果當前的治療方法無法在2到7週內解除症狀，則應嘗試其他治療方法。如果有證據顯示患者正中神經出現去神經化或患者願意選擇直接手術治療，則可早期進行手術。如果患者有糖尿病、頸椎神經根病變、甲狀腺機能低下症、多發性神經病變、妊娠、類風濕性關節炎、或腕隧道症候群起因於工作等狀況，建議的治療方式可能有所不同。

### 副木

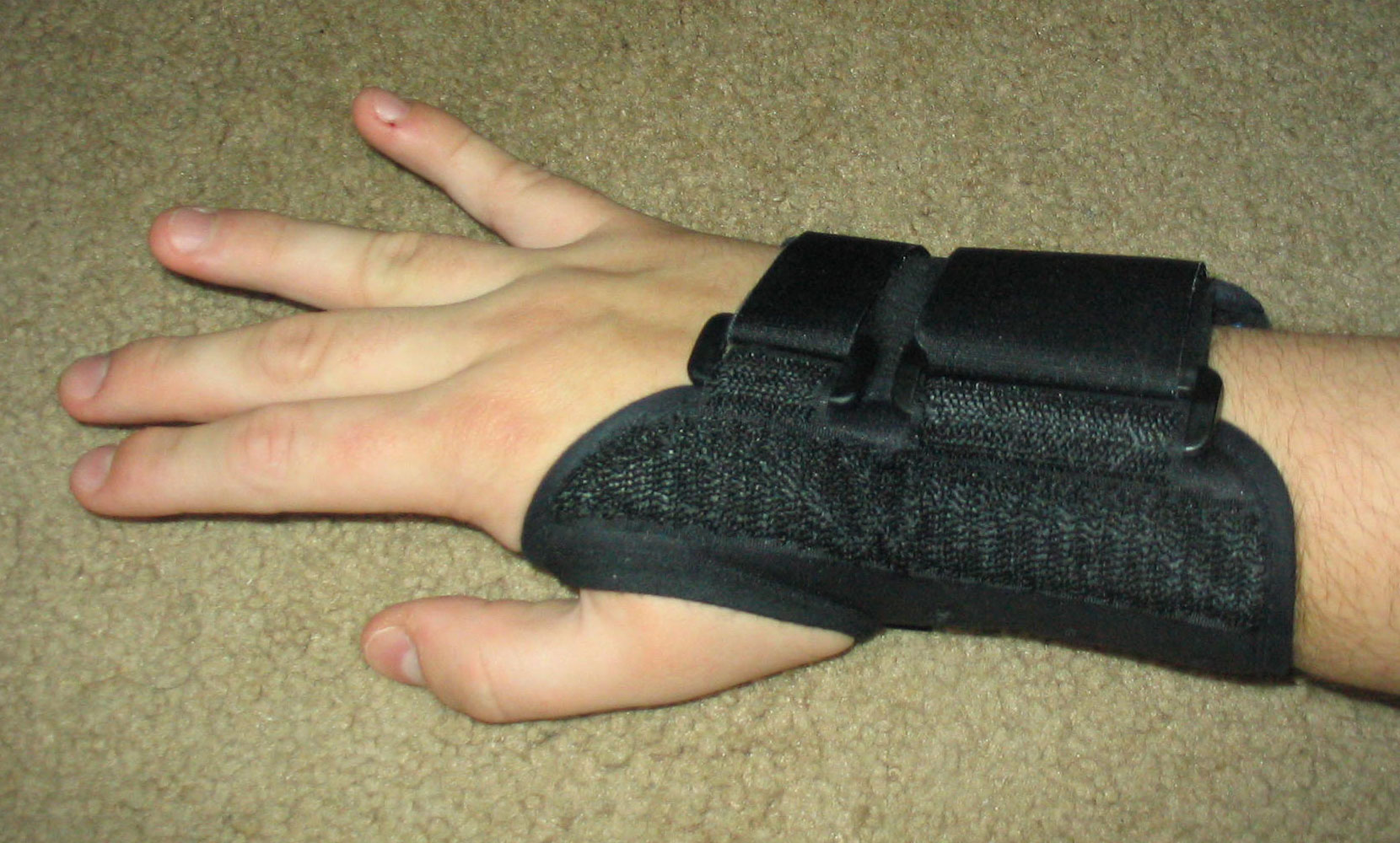
硬式副木可保持手腕伸直

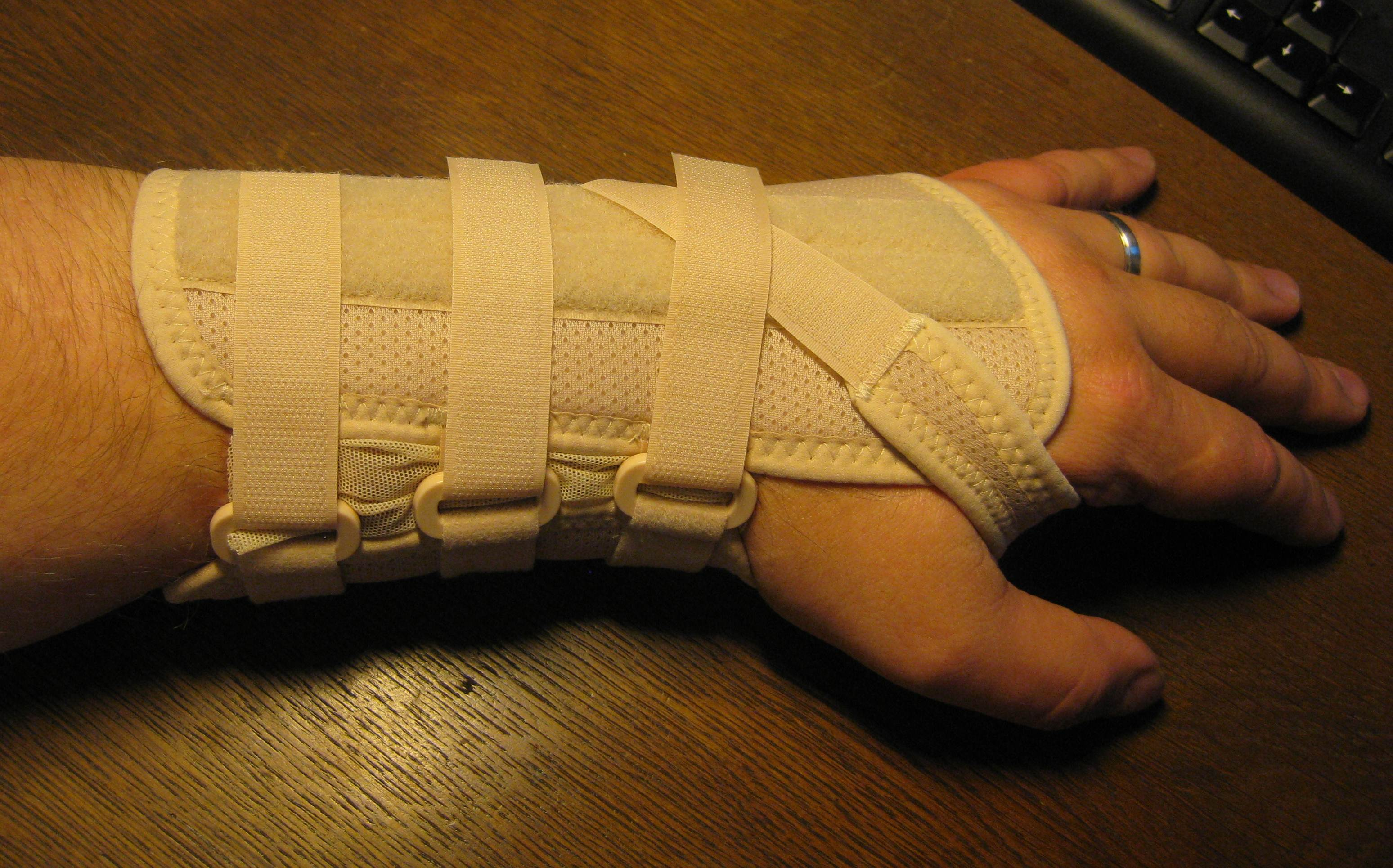
用於腕隧道症候群的另一種硬式副木

腕部裝具和副木的重要性眾所周知，但許多患者不願意使用。1993年，美國神經醫學會建議發病早期就給予非侵入性治療，亦即使用副木治療輕度和中度的腕隧道症候群，除非感覺或運動神經損傷或肌電圖報告顯示病情嚴重。
為了獲得最佳效果，許多醫療專業人員建議夜晚休息期間配戴副木。可能的話，在造成手腕壓力的活動期間也可戴上副木。通常不在白天使用副木，因為需要讓腕部活動以避免關節僵硬並防止肌肉弱化。

### 皮質類固醇
局部注射皮質類固醇可以有效的暫時緩解症狀。一般認為這種治療方式可以減少正中神經的腫脹，從而減輕患者的不適。注射時使用超音波導引需要額外的費用支出，但可以更快地解除症狀。注射是在局部麻醉下進行。但是這種治療不宜長期使用，有決定性的治療方案之後，通常便不再使用類固醇局部注射治療。皮質類固醇注射對於減慢疾病進展似乎不十分有效。

### 手術
手術切開橫腕韌帶稱為腕隧道減壓手術。當出現持續的麻木、肌肉無力或萎縮，夜間副木或其他保守治療不再能控制原本的間歇性症狀時，則建議手術治療。手術可以在局部麻醉或區域麻醉下進行，搭配使用或不使用鎮靜輔助，或在全身麻醉下進行。一般而言，較輕症的病例可以保守治療控制數月至數年，但較嚴重的病例在症狀上沒有緩解，很可能導致需要手術治療。
短期內（6個月）手術比裝具（須穿戴6週以上）有更好的療效，但是長期（12－18個月）來看，手術和裝具的療效相近。

### 物理治療
美國骨科醫學會制定的實證指南將物理治療和其他非手術治療方式劃分為多個等級。物理治療的主要問題之一是試圖要扭轉腕隧道內累積數年的病理變化，醫療從業人員警告：任何物理治療，如肌筋膜放鬆術，可能需要持續數週才能產生療效。
有些文獻主張可以利用一些積極措施來減少腕部壓力並減輕疼痛，比如採用更符合人體工學的工作環境和生活環境，例如將QWERTY鍵盤變換為人體工學較優化的德沃夏克鍵盤，在早期的腕隧道症候群研究中常被認為是有益的，然而這些研究的一些元分析認為它們提供的證據有限。
肌腱神經滑行運動對腕隧道症候群似乎有幫助。